# Rheinbrücke Gernsheim
Die ehemalige Rheinbrücke Gernsheim am Stromkilometer 461,5 wurde 1939 gebaut und am 19. März 1945 von der Wehrmacht gesprengt, um die heranrückenden Alliierten aufzuhalten. Bis zur Fertigstellung der Brücke 1940 gab es eine Fährverbindung zwischen Gernsheim und Eich bzw. Hamm am Rhein. Die Überreste der Brücke befinden sich in unmittelbarer Nähe des Hafens und der Rheinfähre Gernsheim.
Bei der Brücke handelte es sich um eine zweispurige Behelfsbrücke. Sie war lediglich 6 Meter breit, hatte eine Länge von 315 Metern und eine Traglast von maximal 24 Tonnen. Sie wurde im Mai 1940 eingeweiht.
Trotz mehrerer Anläufe wurde die Brücke nach dem Zweiten Weltkrieg nicht wieder aufgebaut. Ein großer Teil der Stahlträger des ehemaligen Brückenaufbaues wurde nach der Zerstörung geborgen und als Not-Dachgebälk für den Wormser Dom verwendet, dessen Gewölbe, kriegsbedingt, dem Wetter ohne Dach ausgesetzt waren. Dieses „Stahlgebälk“ existiert bis in die Gegenwart und gilt als Kuriosum.
Die Wasserschutzpolizei hat ihr Quartier auf dem Bunker des Brückenschutzes bezogen. Der Bunker ist noch heute Teil der Polizeiwache.
Am 26. August 2015 begann der Abriss der Rampe auf der Ostseite, nachdem die Westseite bereits 2006 beseitigt worden war. Lediglich der Pfeiler, der mit dem Gebäude der Wasserschutzpolizei direkt verbunden ist, wird stehen bleiben. Im Rheinstrom selbst ragen seitdem nur noch die Fundamente der Pfeiler heraus.

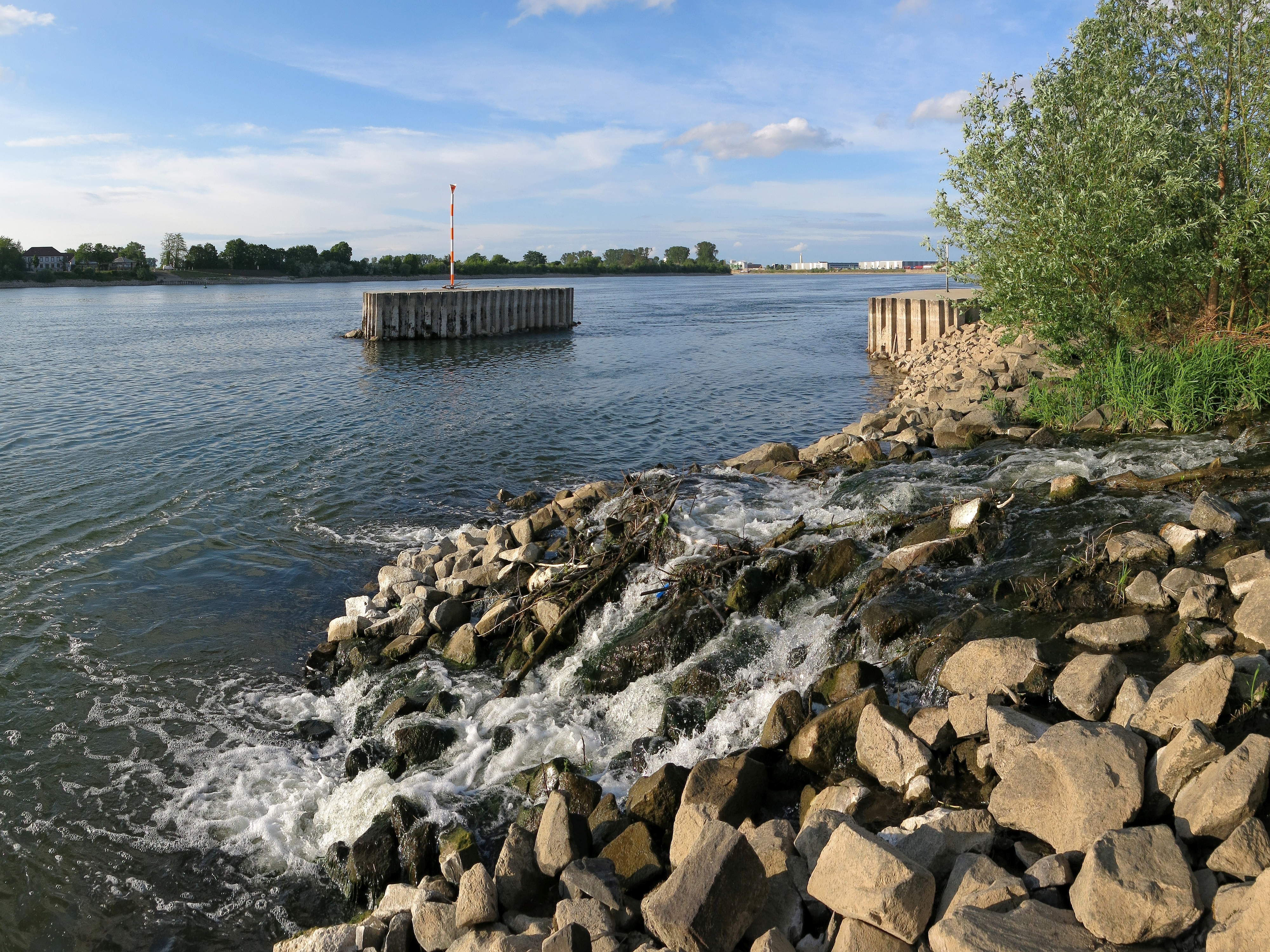
Überreste der Rheinbrücke nach dem Abriss (Zustand 2020)